# Saponaria pumilio
Saponaria pumilio là loài thực vật có hoa thuộc họ Cẩm chướng. Loài này được (L.) Fenzl ex A.Braun miêu tả khoa học đầu tiên năm 1843.